# Peter Dollond
Peter Dollond (1730 – 1820) è stato un ottico inglese.

## Biografia
Ottico inglese, figlio maggiore di John Dollond (1706-1761). Il suo spiccato spirito di iniziativa nel campo degli affari e la proficua collaborazione con il padre gli permisero di costituire un'officina per la costruzione di strumenti scientifici a Strand, nel cuore di Londra. Si distinse soprattutto nella fabbricazione delle lenti, senza tuttavia raggiungere i livelli teorici del padre nello studio dell'ottica. La sua attività commerciale incontrò molto successo e i Dollond divennero tra i più rinomati e stimati costruttori di strumenti d'Europa. Entrò in contatto con Felice Fontana (1730-1805) quando questi era direttore del Museo di Fisica e Storia Naturale di Firenze.